# Круковський Володимир Якович
Володимир Круковський (6 березня 1937, Осиповичі — 3 квітня 2022)  — білоруський художник-плакатник.

## Біографія
Закінчив середню школу в Ружанах (1954). Навчався в Білоруському політехнічному інституті, служив в армії, закінчив Вітебський педінститут (1972, художньо-графічний факультет). З 1975 року член Білоруської спілки художників. Член Білоруської асоціації журналістів. Член БНФ з дня заснування.
У 1990 році керував компанією  Зенона Позняка на парламентських виборах у Білорусі 1990 року до Верховної Ради БРСР.
З 1998 року на пенсії. Живе в Боровлянах біля Мінська.
Одружений, має двох дітей.
Помер 3 квітня 2022 року у Мінську.

## Творчість
Основна тематика плакатів - історія, культура, екологія, антивоєнні і ювілейні теми, афіші.  Автор (разом з Е. Куликом) еталона державного герба «Погоня», а також прапора і малої емблеми БНФ.
Учасник всесоюзних, республіканських і зарубіжних, персональних і тематичних виставок плаката. Твори зберігаються в музеях Білорусі, Польщі, Литви та Росії.
Головні журналістські публікації в журналах «Спадщина», «Наша віра», тижневиках «ЛіМ», «Наша Нива», газетах «Голос Батьківщини», «Рунь», «Народна воля».
Автор книг на тему білоруської шляхетської геральдики: «Срібна стріла в червоному полі» (2010) і «Сміливість. Гідність. Честь» (2013).

## Визнання
Нагороджений медаллю «За заслуги в образотворчому мистецтві».